# شاهین نقی‌پور جعفری
شاهین جعفری (متولد ۱۳۷۲ تهران) کاراته‌کا تیم ملی ایران و قهرمان جهان است. وی فارغ‌التحصیل از رشته تربیت تربیت و علوم ورزشی در مقطع کارشناسی از دانشگاه تهران و کارشناسی ارشد از دانشگاه آکسفورد بروکس در رشته مدیریت و روابط بین الملل می باشد.

### زندگی نامه
شاهین جعفری کاراته را در سن ۴ سالگی در باشگاه کاپ انقلاب واقع در خیابان ملاصدرا آغاز کرد . او در ۶ سالگی زیر نظر استاد احمد صافی به طور تخصصی به فعالیت در رشته ی کاتا پرداخت و چندین مقام کشوری و بین المللی در این رشته کسب کرد. با توجه به علاقه اش به مبارزه، سرانجام فعالیت خود را در کومیته زیر نظر استاد اکبر عبدلی شروع کرد و در سن ۱۵ سالگی به عضویت تیم ملی در آمد . از سال ۲۰۰۹ به مدت ۷ سال متوالی در تمامی رده های سنی اردوی تیم ملی حضور داشت و موفق به کسب عناوین مختلفی در سطح جهان و آسیا شد. از دیگر افتخارات وی می توان به عنوان کاپیتانی تیم ملی نوجوانان و جوانان اشاره کردبه دلیل مصدومیت شدیدی که از ناحیه شانه برای او به وجود آمد، نهایتاً شانه خود را به تیغ جراحی سپرد و متأسفانه همین امر باعث شد تا از دنیای قهرمانی فاصله بگیرد .

## جوایز و عناوین
- کسب مدال طلای لیگ جهانی کاراته بزرگسالان کره ی جنوبی ۲۰۱۲ [۸][۹]
- کسب مدال برنز مسابقات قهرمانی جهانی مالزی ۲۰۱۱ [۸][۹]
- کسب مدال نقره مسابقات قهرمانی جهانی مراکش ۲۰۰۹
- کسب مدال طلای آسیا در هنگ کنگ ۲۰۱۰
- کسب مدال طلای کاپ جهانی یونان ۲۰۱۰
- کسب مدال طلای کاپ جهانی یونان ۲۰۱۱
- کسب مدال طلا در مسابقات بین المللی مالزی ۲۰۱۳
- کسب مدال طلا در مسابقات جهانی روسیه ۲۰۱۰
- کسی مدال طلا در مسابقات بین المللی سوئد ۲۰۰۷